# 이이 나오토라
이이 나오토라(일본어: 井伊直虎 いい なおとら[*])는 센고쿠 시대 여성 다이묘이다. 도토미 이이노야(遠江井伊谷, 현 시즈오카현 하마마쓰시(구 이나사 군) 이나정)의 고쿠진 이이씨의 당주를 지냈고 이이노야 덕정령 등 내정 수완에 뛰어나 "여지두"(女地頭)로 불렸다. 이이 나오치카(井伊直親)와 약혼했지만 생애 미혼이었다. 이이 나오마사(井伊直政)의 육촌 누나이자 양모.
호다 향의 유력자 앞으로 덕정령의 실시를 명하는 서장에서 「지로 나오토라」의 서명을 볼 수 있다. 통설로는 이이 나오모리의 딸, 지로호시였다고 한다. 이이 나오토라＝지로호시라고 알려진 근거는, 앞서 기술한 특정령의 서장의 서명에 의해 「당시 "지로 나오토라"라고 하는 영주가 있었다」는 것과 센고쿠 시대의 이이 나오히라와 그 자손의 활약, 이이 나오마사의 유소년기까지 서술된 『이이 가 전기』에서 "지로호시"가 동국(同国)의 국인, 이이씨의 사실상의 당주를 맡아 「여지두」라고 불렸다(이 시대의 「지두」는 「영주」라는 의미였다)고 기술되어 있다.
지로법사의 증조부는 이이 나오히라, 조부는 이이 나오무네이다. 『이이 연보』등에서는 쓰키야마도노가 이이 나오히라의 손녀라고 기록되어있어, 이것이 맞다면 쓰키야마도노는 종숙모에 해당된다. 당시의 일차사료나 『이이 가 전기』 자체에는 지로호시가 「나오토라」라고 불렸다는 명확한 기술은 없고, 「나오토라」는 다른 인물이었다는 설도 있다.(#나오토라≠지로호시 설). 하지만 이 자료에도 「나오토라」라는 기재는 없다.

## 관련 작품
게임
- 전국무쌍 시리즈
- 전국 바사라

드라마
- 여자 성주 나오토라(NHK 대하드라마, 2017년, 배우: 시바사키 코우, 아라이 미우(아역))

## 같이 보기
- 쓰키야마도노

| 전임 이이 나오치카 | 이이 가문 당주 1565년 ~ 1582년 | 후임 이이 나오마사 |